# Корін Павло Дмитрович
Павло Дмитрович Ко́рін (25 червня (7 липня) 1892, село Палех — 22 листопада 1967, Москва) — російський і радянський художник, здебільшого портретист. Малював також пейзажі, займався монументальними творами, реставрацією картин старих майстрів. Надзвичайно цінні малюнки майстра дорівнюють найкращим зразкам малюнків майстрів італійського Відродження чи художників Франції 19 століття.

## Біографія

### Ранні роки

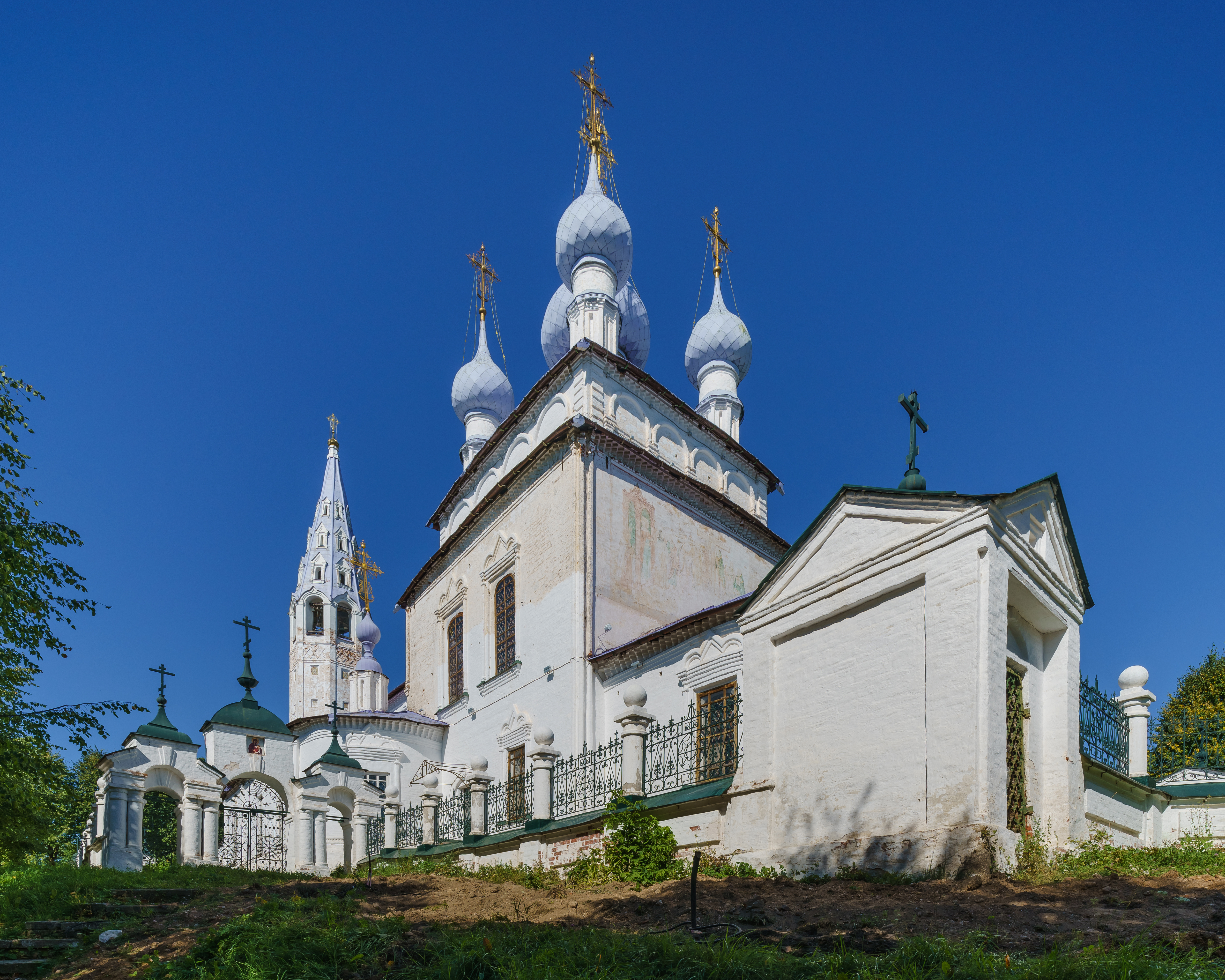
Село Палех. Хрестовоздвиженська церква

Народився в уславленому селі Палех, відомому як село іконописців.
Павло і його брат Олександр, теж художник, єдині учні уславленого художника Михайла Нестерова, відомого своїми релігійними і портретними творами.
У ранні роки Павло Корін дістався Москви і спробував узяти від великого міста усе, що тільки могла дати йому міська цивілізація, відвідав майстерні інших художників. Серед зустрічей, котрі запали в душу — концерт зі співаком Федором Шаляпіним. Вражений Павло Корін пізніше записав, що хотів би малювати так сильно і талановито, як співає оперний співак Шаляпін.

### Портрет братів Коріних
У часи революційного анархізму і зневаги до класичного мистецтва і старих майстрів — і вчитель Нестеров, і учні (брати Коріни)зберігали пошану до геніїв минулого і не піддалися руйнівним лівацьким течіям — кубізму, футуризму, абстракціонізму, модернізму. Коли з художнього училища повикидали копії барельєфів афінського Парфенона, брати забрали їх в свою майстерню. Саме на тлі цих барельєфів намалював братів Павла та Олександра Коріних на подвійному портреті 1930 року їх вчитель. Подвійні портрети в російському мистецтві не такі вже й часті. Нестеров врівноважив композицію із двома фігурами братів, по різному психологічно охарактерізував кожного з них. Олександр поданий розкутим і демонстративно незалежним юнаком-володимирцем. Павло Корін наче відмовився позувати і пильно розглядає давньогрецьку керамічну вазу. Маленький виріб мистецтва стародавніх греків в його руці набуває майже символічного значення незаперечної краси і високого мистецтва на тлі руйнівних тенденцій доби.

### Конфлікт з радянським керівництвом Третьяковської галереї
Серед ранішніх творів Павла — ескізи до картини «Русь уходяща». Назву дав письменник Максим Горький, головний діяч парадного фасаду культури СРСР доби Сталіна. Завдяки впливовому на той час Горькому, Корін отримав рідкісну тоді можливість зробити подорож до Італії на стажування, чого вже не робили для радянських художників. Павло Корін ходив зачарований від творів майстрів доби італійського відродження, маньєризму і бароко, багато малював в подорожніх альбомах. Подорож по Італії наочно показала митцю, що існують і інші величні досягнення в мистецтві, котрі далеко не обмежені настановами і канонами візантійської, православної традиції, в межах якої він був вихований і якої довго дотримувався у власних творах.
Картина ж «Русь уходяща» залишилася незавершеною. Але надзвичайна мистецька вартість зробила ескізи рівними закінченим картинам. Частина творів Коріна була придбана радянською Третьяковською галереєю. Зміна ідеологічного курсу привела керівництво до рішення — знищити твори Коріна. Дізнавшись про це, Корін збирав гроші і викупав назад у галереї свої твори, чим врятував їх.

### Портретист і реставратор
З часом Корін менше приділяє часу творчості. Він відав реставраційною майстернею Музею образотворчих мистецтв імені Пушкіна в Москві. Репресії Сталіна (на щастя) художника не зачепили. Серед державних завдань — саме Корін робив реставрацію картин старих майстрів з Дрездена, що вивезли війська СРСР у Москву під час 2-ї світової війни. Так відбулася чергова зустріч митця із шедеврами світового значення. Багато років він реставрував картини музейної збірки, чому ті завдячують збереженням і новим життям. Серед них — італійців 16-17 століть, твори фламандського бароко тощо.

### Корін монументаліст

Корін П. Д., «Янголи в крипті», фреска, 1917 р.

Маловідомою сторінкою творчості Коріна-монументаліста були фрески в підземній крипті Марфо-Маріїнської обителі в Москві. Це був підземний храм, призначений для поховань сестер милосердя. Фрески у головному храмі Марфо-Маріїнської обителі були створені Михайлом Нестеровим. Для розпису стін крипти запросили його учня — молодого тоді Павла Коріна. Митець відштовхнувся від старовинної візантійської традиції і дуже вдало використав як візантійський канон, так і новітні впливи. Була збережена візантійська площинність і графічність фігур, але нове яскраво виявило себе в незвичній синьо-блакитній гамі фресок і психологічних характеристиках кожного із зображених янголів. Янголи ніби сумують за сестрами, котрі покинули цей грішний світ і відійшли у вічність (янгол із заплющеними очима, янгол сумний, янгол з підозрілим виразом обличчя тощо). Крипту встигли освятити, але карколомні, бурхливі події російських революцій 1917 р. втрутились в мирне життя обителі, корту закрили, а чорниць — розігнали. Зачинена крипта не була використана за первісним призначенням і була надовго забута. Корін звертатиметься до монументального мистецтва пізніше, але воно вже буде урочистим і світським за сюжетами.
Серед монументальних творів художника пізніх років — мозаїки для станції метро «Комсомольська» і вітражі для станції «Новослободська». Хвилюючі сюжети з вітчизняної історії знайшли в них вій відбиток. Він взагалі цікавився домонгольським періодом історії, коли Київська Русь була невід'ємною частиною Європи і її величного, середньовічного мистецтва. Домонгольським чи середньовічним подіям призначений і відомий триптих художника «Північна баллада», «Олександр Невський», «Старовинні сказання».
Неможливість вільно творити на цікаві для себе теми, навернула майстра до портретів. Найвідоміші серед них — портрет маршала Геогія Жукова, низка портретів радянських акторів, художників, військових. Займався викладацькою діяльністю, серед його учнів — Жилінський Дмитро Дмитрович.
Корін мав декілька державних нагород СРСР.

### Корін колекціонер
Колекціонував російські ікони. Його збірка ікон одна з цікавіших в Москві і найбільш вивчена. Помер в Москві.
З 1968 р. в майстерні Коріна в Москві відкрито музей-філію Третьяковської галереї (вул. Мала Пироговська, б.16, флігель 2).

## Вибрані твори
- «Моя батьківщина» (краєвид села Палєх), 1928, музей-квартира Коріна, Москва
- «Портрет Холмогорова М. К.», 1929, музей-квартира Коріна, Москва
- «Римська кампанья», 1931, прив. збірка
- «Батько та син» (С. М. и Ст. С. Чуракови), 1931, музей-квартира Коріна, Москва
- «Сорренто», 1932, Третьяковська галерея
- «Собор Св. Марка в Венеції», 1932, прив. збірка
- «Арсеній, митрополит Новгородський 1933», 1933, музей-квартира Коріна, Москва
- «Сжиігуменя мати Фамар», 1935, музей-квартира Коріна, Москва
- «Портрет письменника О. М. Горького», 1932, музей-квартира Коріна, Москва
- «Спас Яре Око», 1932, музей-квартира Коріна, Москва
- «Хрестовоздвиженська церква в селі Палех», 1932, музей-квартира Коріна, Москва
- «Портрет художника Михайла Нєстєрова», 1939, Третьяковська галерея
- «Портрет Н. Пешкової», 1940, Третьяковська галерея
- «Портрет актора В. Качалова», 1940, Третьяковська галерея
- «Олександр Невський», 1940, центральна панель триптиха, Третьяковська галерея
- «Портрет піаніста К. М. Ігумнова», 1943, Третьяковська галерея
- «Портрет військового», Донецький обласний художній музей
- «Портрет маршала Г. К. Жукова», 1945, Третьяковська галерея
- «Північна баллада», 1943, частина триптиха «Олександр Невський»,Третьяковська галерея
- «Портрет Коньонкова Сергія Тимофійовича», 1847,Третьяковська галерея
- «Станція метро „Московська-кольцева“», 1951, загальний вигляд
- «Гурзуф», 1953, прив. збірка
- «Портрет художника Мартіроса Сар'яна», 1956, Третьяковська галерея
- «Рим», 1961, прив. збірка
- «Сполохи», центральна панель триптиха, прив. збірка
- «Пейзаж з церквою Ілії в селі Палєх», 1955, прив. збірка
- «Портрет Ренато Гуттузо», італійського художника, Державний Російський музей
- «Коктебель», 1956, прив. збірка
- «Вілла Абамелек-Лазарєва, Рим», 1961, прив. збірка
- «Собор Св. Петра від Вілли Абамелек-Лазарєва», 1964